# كرنفال ألست

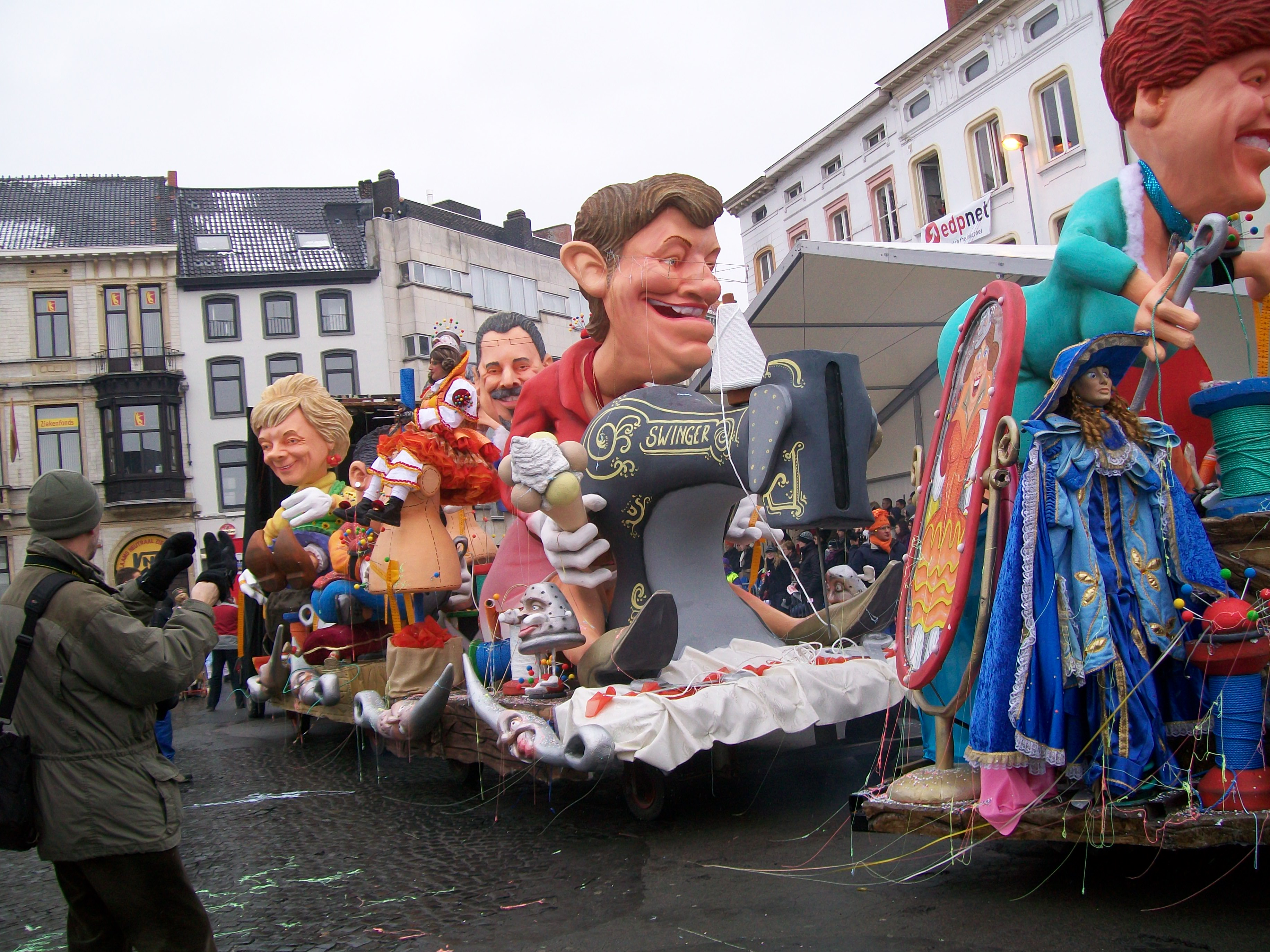
جانب من كرنفال آلست.

كرنفال آلست (بالهولنديّة: Carnaval Aalst) هو حدث سنوي يُقام على مدار ثلاثة أيام في المدينة البلجيكية ألست. أدرجته اليونيسكو في عام 2010 في قائمة روائع التراث الشفهي اللامادي للإنسانية.
يُقام الكرنفال في الأيام الأخيرة التي تسبق يوم أربعاء الرماد؛ حيث ترافق المناسبة ممارسات ومهرجانات اجتماعية مميزة تسمى الكرنفالات. تعود أصول المناسبة إلى العصور الوسطى وتوسّع الكرنفال اليوم حتى أصبح احتفالًا موسميًّا سنويًّا حيث يبدأ عادة مع الأحد الأخير الذي يسبق أربعاء الرماد أو أبكر من ذلك بعدّة أيام وليال. عقدت مواكب الكرنفال منذ عام 1851، ولكن دون تنظيم الحدث من قبل مجلس المدينة. بدءًا من 1923 بدأ مجلس البلدية في الاشتراك في تنظيم الحدث.